# Cho Se-hui
Cho Se-hui (* 20. August 1942 in Kap'yŏng, Provinz Kyŏnggi; † 25. Dezember 2022 in Seoul) war ein südkoreanischer Schriftsteller.

## Leben
Cho Se-hui wurde 1942 in Kap'yŏng geboren. 1963 studierte er Kreatives Schreiben am Sorabol College of Arts, anschließend Koreanische Literatur an der Kyung-Hee-Universität.
1965 gewann er für seine Erzählung Bestattungsschiff ohne Segel den Literaturwettbewerb der Tageszeitung "Kyunghyang Shinmun". Nach seinem Debüt arbeitete der Autor weiterhin als Büroangestellter. 1978 wurde sein Erzählband Der Zwerg veröffentlicht, dessen zwölf miteinander in Beziehung stehende Geschichten sich mit den Existenznöten der Industriearbeiter in den 70er Jahren befassen.
Für dieses Werk erhielt Cho ein Jahr später den Tongin-Literaturpreis. Der Zwerg gilt seit seiner Publikation als Klassiker der koreanischen Literaturgeschichte und hat bis heute einen großen Einfluss, sowohl auf Leser als auch auf Schriftsteller.
Später wandte sich Cho der Fotografie zu und reiste durch Südkorea, um Szenen aus dem Alltag der Menschen einzufangen.
1990 veröffentlichte er Weiße Jacke. Ab 1997 arbeitete er als Redakteur für die sozialkritische Zeitschrift "Tangdae pip'yŏng" (Aktuelle Zeitkritik) und ab 1999 an der Kyung-Hee-Universität, wo er studiert hatte.
Im Jahr 2000 erschien sein Foto- und Erzählband Wurzel des Schweigens mit Fotomaterialien über einen Zwischenfalls von 1980, bei dem die Polizei eine Demonstration von Bergwerksarbeitern gewaltsam beendete. 24 Jahre nach seiner Erstpublikation erlebte Der Zwerg 2002 seinen 150. Druck. Bei dieser Gelegenheit veröffentlichte die Literaturzeitschrift "Autorenwelt" (Chakka segye) ein dem Schriftsteller Cho Se-hui gewidmetes Sonderheft.

## Arbeiten

### Koreanisch
- 난장이가 쏘아올린 작은 공 (Der Zwerg) Seoul: Munhak-kwa chisŏngsa 1978
- 시간여행 (Zeitreise) Seoul: Munhak-kwa chisŏngsa 1983
- 내 그물로 오는 가시고시 (Der Stichling, der in mein Netz kommt) Seoul: Sŏl 1995
- 침묵의 뿌리 (Wurzel des Schweigens) Seoul: Yŏlhwadang 1985

### Verfilmungen
- 난장이가 쏘아올린 작은 공 (Der Zwerg) 1981

### Übersetzungen

#### Deutsch
- Der Zwerg Verlag am Hockgraben, Konstanz 1997
- Warum Herr A heute sein Leben aufgeben mußte in: die horen, Zeitschrift für Literatur, Kunst und Kritik, 41. Jg., 4/96

#### Französisch
- La Petite balle lancée par un nain Arles: Actes Sud, 1991
- Le Nain Arles: Actes Sud, 1995

## Auszeichnungen
- 1979 – Tongin Literaturpreis